# Hydreliox
Hydreliox to eksperymentalna mieszanina gazów używana do oddychania w czasie nurkowania na głębokościach poniżej 130 m. 
Hydreliox, podobnie jak Heliox, składa się z mieszaniny helu i tlenu, lecz jest wzbogacony o niewielką ilość wodoru, w celu zmniejszenia występowania objawów zespołu neurologicznego wysokich ciśnień (HPNS).
Hydreliox był wykorzystany z w nurkowaniach podczas eksperymentu "Hydra" do głębokości 534 m. W listopadzie 1992 podczas eksperymentu "Hydra 10" z użyciem hydrelioxu została osiągnięta głębokość 686 m oraz 701 m w nurkowaniu w komorze w Marsylii. Nurkowanie trwało 47 dni.